# Kajaja
Kajaja est un village du Botswana.